# أذن راكب الأمواج

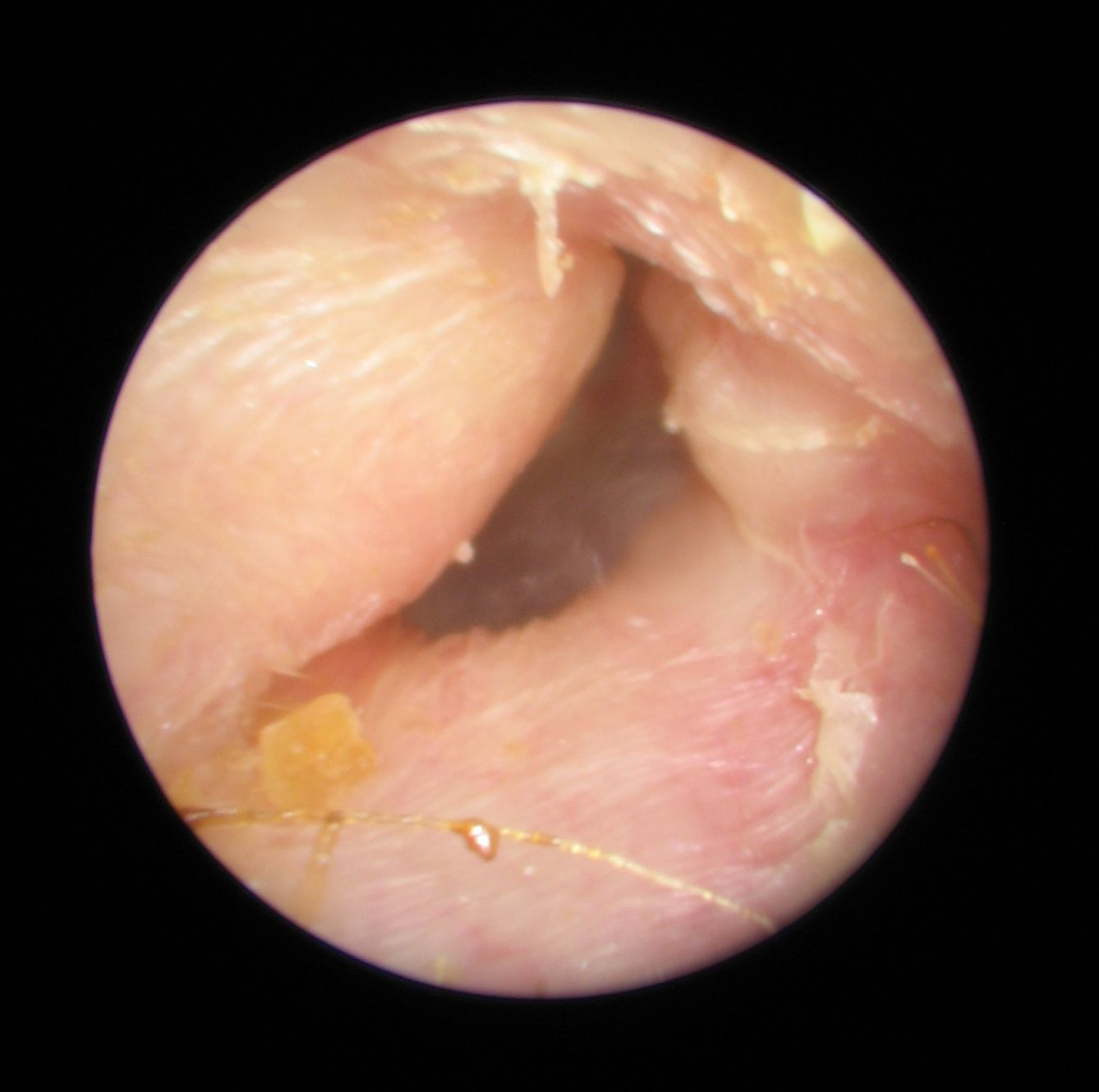

أذن راكب الأمواج هو الاسم الشائع للأذن العرنية أو نمو العظام غير الطبيعي داخل قناة الأذن. أذن راكب الأمواج ليست مثل أذن السباح (أذن السباح هو عدوى قناة الأذن الخارجية، التي تمتد من طبلة الأذن إلى الخارج من رأسك)، على الرغم من أن العدوى يمكن أن تؤدي إلى آثار جانبية.
يؤدي التهيج الناتج عن الرياح الباردة والتعرض للماء إلى إصابة العظم المحيط بقناة الأذن ونمو كتل عظمية جديدة التي بدورها تقلص القناة الأذنية؛ فتُغلق بسبب هذه الحالة، ويصبح الماء والشمع محاصرين ويسببا العدوى. سميت هذه الحالة بسبب انتشارها بين راكبي الأمواج الباردة؛ كما أن راكبي الأمواج الدافئة معرضون لخطر الإصابة بأذن راكب الأمواج بسبب الأبخرة الباردة الناجمة عن الرياح ووجود الماء في قناة الأذن.
لدى معظم راكبي الأمواج الشغوفين بعض العظام النامي الخفيف (العرن)، ما يسبب مشاكل قليلة أو معدومة.
يمكن أن تتطور الحالة، ما يجعل اتخاذ تدابير وقائية في وقت مبكر أمرًا مهمًا، ويفضل أن يكون ذلك عند ركوب الأمواج. لا تقتصر هذه الحالة على ركوب الأمواج ويمكن أن تحدث في أي نشاط مع ظروف باردة ورطبة أو عاصفة، مثل التجديف والإبحار والتزلج على الماء وركوب الأمواج بالطائرة الشراعية والغوص.

## العلامات والأعراض
ستكون إحدى الأذنين أسوأ إلى حد ما من الأذن الأخرى بشكل عام، بسبب اتجاه الرياح، أو الجانب الذي يتعرض للموجة أولًا.
وتشمل:
- ضعف السمع أو فقد السمع، مؤقتًا أو مستمرًا.
- زيادة انتشار التهابات الأذن، مسببة آلام الأذن.
- صعوبة في تفريغ البقايا الحجرية والرملية الصغيرة أو الماء من الأذن ما يتسبب في الإحساس بانسداد الأذن.

## الأسباب
غالبية المرضى في منتصف الثلاثينيات إلى أواخر الأربعينيات. من المحتمل أن يكون هذا بسبب مزيج من النمو البطيء للعظام وانخفاض المشاركة في الأنشطة المرتبطة بأذن راكب الأمواج سابقًا في الثلاثينيات.
ومع ذلك، يمكن أن تحدث أذن راكب الأمواج في أي عمر وتتناسب بشكل مباشر مع مقدار الوقت الذي تقضيه في الطقس البارد الرطب والرياح دون حماية كافية.
يبلغ قطر قناة الأذن الطبيعية حوالي 7 ملم ويبلغ حجمها حوالي 0.8 مل (حوالي سدس ملعقة صغيرة).
مع تطور الحالة، يضيق القطر ويمكن أن يُغلق تمامًا إذا لم يتم علاجه، على الرغم من أن المصابين يطلبون المساعدة عمومًا بمجرد تضييق الممر إلى 0.5 - 2 مم بسبب ضعف السمع بشكل ملحوظ. على الرغم من أنها ليست ضارة بالضرورة في حد ذاتها، إلا إن انكماش قناة الأذن من هذه الزيادة يمكن أن يحبس البقايا الحجرية والرملية الصغيرة، ما يؤدي إلى حدوث إصابات مؤلمة ويصعب علاجها.

## الوقاية
سمح استخدام ملابس الغوص على نطاق واسع للناس بالغوص في مياه باردة أكثر من المعتاد، ما زاد من شدة وحدوث أذن راكب الأمواج للأشخاص الذين لا يحمون آذانهم بشكل صحيح.
لذلك يجب عليك اتخاذ الاحتياطات الآتية:
- تجنب ممارسة الأنشطة المختلفة خلال الظروف شديدة البرودة أو الرياح.
- الحفاظ على قناة الأذن دافئة وجافة قدر الإمكان.
- استخدام سدادات الأذن.
- استخدام بدلة الغوص بغطاء للرأس.
- استخدام قبعة السباحة.
- استخدام خوذة الغوص

## العلاج
يجري الأطباء عادة عملية جراحية لإزالة عظم قناة الأذن المسدودة تحت التخدير العام (تخدير كامل) في غرفة العمليات وبمساعدة المجهر. يستخدم معظم جراحي الأذن مثقاب لإزالة العظام وقد يقتربون من المنطقة مباشرة عبر القناة الأذنية أو عن طريق شق خلف الأذن وفحص الأذن بدقة من الأمام.
عند استخدام تقنية الثَقب، من المهم إبقاء جلد قناة الأذن الداخلية النحيف بعيدًا عن المثقاب للحفاظ على الجلد والسماح بتغطية الجلد جيدًا عند الانتهاء من الجراحة.
يفضل بعض الأطباء الآن استخدام إزميل مخصص قطره 1 ملليمتر لإزالة عائق الانسداد والدخول مباشرة عبر قناة الأذن. هذه التقنية تعزز الحفاظ على الجلد.
وقد يستخدمون بهذه التقنية، في بعض الحالات، التخدير الموضعي.
أثناء التعافي من الجراحة، من المهم للغاية عدم تعريض قناة الأذن إلى الماء لتقليل فرصة الإصابة أو المضاعفات.
قد تتطلب قناة الأذن -اعتمادًا على حالة قناة الأذن والتقنية الجراحية المستخدمة- عدة أسابيع إلى عدة أشهر للشفاء.
إن تعرض قنوات الأذن بغير حماية إلى الماء البارد والرياح بعد العلاج، يمكن أن يؤدي إلى إعادة نمو العظام والحاجة إلى تكرار العمليات على نفس الأذن.